# Bakiabad
Bakiabad è una suddivisione dell'India, classificata come census town, di 3.979 abitanti, situata nel distretto di Mirzapur, nello stato federato dell'Uttar Pradesh. In base al numero di abitanti la città rientra nella classe VI (meno di 5.000 persone).

## Geografia fisica
La città è situata a 25° 06' 39 N e 82° 53' 59 E.

## Società

### Evoluzione demografica
Al censimento del 2001 la popolazione di Bakiabad assommava a 3.979 persone, delle quali 2.125 maschi e 1.854 femmine. I bambini di età inferiore o uguale ai sei anni assommavano a 451, dei quali 223 maschi e 228 femmine. Infine, coloro che erano in grado di saper almeno leggere e scrivere erano 2.818, dei quali 1.684 maschi e 1.134 femmine.